# マリオ・サガリオ
マリオ・サガリオ（Mario Sagario、1986年6月29日 - ）は、ウルグアイの元ラグビーユニオン選手。

## プロフィール
- ウルグアイ・モンテビデオ出身[1]。
- 現役時代のポジションはプロップ(PR)。
- 身長 187cm、体重 116kg
- ウルグアイ代表通算キャップ数は70でラグビーワールドカップ2015のウルグアイ代表に選ばれた[2]。

## 略歴
USダクス、UEサンボイアナ、RCマシーを経て、2015年、マンスターに加入。
2020年、現役引退。